# Varieté Vauduvill
Varieté Vauduvill var en ambulerande tältvarieté som från 1982 till 1995 årligen turnerade i Sverige sommartid, och som med ojämna mellanrum fortfarande uppträder.
Truppen bildades i Ängelholm och inkluderade magdansörer, akrobater och övriga artister. Målsättningen var att återuppliva den gamla varietétraditionen för en modern publik. Omkring 1979 började man uppträda under namnet Mr Hängbugs magiska Totalshow, vilket tre år senare ändrades till Kusin Hängbugs Vauduvill och slutligen 1984 till Varieté Vauduvill.
Flera tidiga uppträdanden skedde i samband med Kiviks marknad. När gruppen i början av 1990-talet för första gången framträdde i Stockholmsområdet leddes den fortfarande av cirkusdirektör Stig Hängbug. Till skillnad från vanliga cirkusar framträdde man inte i manege utan på scen. Programmet införlivade även flera inslag som har en koppling till traditionell varieté som trolleri, eldslukning och ormtjusning. Catharina Backman var varieténs kapellmästare mellan 1984 och 1993. År 1993 fick de Malmöpriset som bästa teatergrupp.
Under 1995 gästspelade gruppen med ett antal föreställningar i Vietnam. Somrarna 2011 och 2012 spelade gruppen i Skåne.
I boken Kusiner finns gruppens första tio år som turnerande sällskap dokumenterade.